# Hailey megoldja!
A Hailey megoldja! (eredeti cím: Hailey's On It!) 2023 és 2024 között vetített amerikai 2D-s számítógépes animációs sci-fi vígjátéksorozat, amelyet Devin Bunje és Nick Stanton alkotott.
Amerikában 2023. június 8-án, míg Magyarországon 2024. március 4-én mutatta be a Disney Channel.
A Disney egyetlen egy évad után törölte a sorozatot.

## Ismertető
Oceanside-ban Hailey Bankset, egy 14 éves lány, aki nem szeret kockázatot vállalni. Az élete szilveszter napján a feje tetejére áll, amikor meglátogatja egy tudós, aki a jövőből érkezik. A tudós látogatásából Hailey megtudja, hogy egy általa írt hosszú feladatsor teljesítése egy olyan fontos eseménylánc kezdete lesz, amelynek eredményeképpen feltalál egy olyan eszközt, amellyel a globális felmelegedés visszafordításával az egész bolygót megmentheti. Most Hailey-nek le kell győznie félelmeit, teljesítenie kell lehetetlen és kivitelezhetetlen feladatokat, és szembe kell néznie a legjobb barátja, Scott iránti érzéseivel. Néhány eredményét azonban a Káoszrobotok, a jövőből érkező kis robotok fogják veszélyeztetni, amelyeket egy titokzatos gonosztevő küldött, aki meg akarja akadályozni, hogy befejezze a listát és megmentse a világot.

## Szereplők

### Főszereplők
| Szereplő     | Eredeti hang          | Magyar hang  | Leírás |
| ------------ | --------------------- | ------------ | --- |
| Hailey Banks | Auli’i Cravalho       | Bernáth Nina | 14 éves hawaii lány, aki nem szeret kockázatot vállalni, és most le kell győznie bizonytalanságát és félelmeit, hogy megmentse a világot. Belezúgott Scottba, a legjobb barátjába, bár a fiú erről egyáltalán nem vesz tudomást, és csak közeli barátként tekint rá. |
| Scott Denoga | Manny Jacinto         | Tóth Csanád  | 14 éves Fülöp-szigeteki–koreai fiú és Hailey legjobb barátja, akit meg kell csókolnia, hogy megakadályozza a világvégét, de úgy dönt, hogy ezt teszi meg utolsónak a listáján, mivel ez esetleg tönkreteheti a barátságukat.                                         |
| Beta         | Gary Anthony Williams | Moser Károly | Mesterséges intelligencia operációs rendszer a jövőből, aki felsorolja Hailey eredményeit. Scott-tal vitatott a kapcsolata. |

### Mellékszereplők
| Szereplő                | Eredeti hang      | Magyar hang                                       | Leírás |
| ----------------------- | ----------------- | ------------------------------------------------- | --- |
| Kai Banks               | Cooper Andrews    | Kisfalusi Lehel                                   | Hailey hawaii apja. |
| Patricia Banks          | Julie Bowen       | Pap Katalin (1. hang) Kereki Anna (2. hang)       | Hailey kaukázusi anyja. Ingatlanügynök, de egykor break-táncos volt zenei videókban. |
| A.C. Aychvak            | Josh Brener       | Berecz Kristóf Uwe                                | Hailey riválisa, bár a rivalizálás egyoldalú. Elkényeztetett, és hajlandó csalni a győzelem érdekében, néha kis robotok segítségével.                                                                             |
| Professzor              | Sarah Chalke      | Magyar Viktória                                   | Tudós a jövőből, nagy energiával. |
| Thad                    | Nik Dodani        |                                                   | Hailey egyik osztálytársa, akinek kapcsolata van Jonathannal. |
| Becker Denoga           | Judy Alice Lee    | Rigler Renáta (1. hang) Csifó Dorina (2. hang)    | Scott pajkos és pusztító kishúga. Kezdetben belezúg Hailey-be, de képes továbblépni, amikor Hailey nem viszonozza az iránta érzett érzéseket, és később kapcsolatot kezd egykori iskolai riválisával, Kennedyvel. |
| Kristine Sanchez        | Amanda Leighton   | Hegedűs Johanna (1.hang) Staub Viktória (2. hang) | Népszerű lány, aki annak ellenére, hogy kissé önimádó, nagyon vidám és barátságos mindenkivel, és ugyanabba az iskolába jár, mint Hailey és Scott. Divatrajongó.                                                  |
| Sunny Denoga            | Joy Osmanski      | Vámos Mónika (1. hang) Czető-Fritz Éva (2. hang)  | Scott anyja. |
| Jonathan                | Nico Santos       | Juhász Zoltán                                     | Hailey egyik osztálytársa, akinek kapcsolata van Thaddel. |
| Dwayne és Johnson Banks | Nem szólal meg    | Nem szólal meg                                    | Hailey ikertestvérei. A nevük utalás Dwayne Johnson színészre, aki a Vaiana c. rajzfilmben szerepelt Hailey hangadójával, Auli’i Cravalhóval közösen.                                                             |
| Frank                   | Dee Bradley Baker | Eredeti hang                                      | Banks család háziállat flamingója. |
| Lucy                    | Sydney Mikayla    | Rácz Hajna                                        | Hailey ügyetlen osztálytársa. |
| Kennedy                 | Shara Kirby       | Kobela Kíra                                       | Becker maximalista barátnője. |
| Pla Kát                 | Carlos Alazraqui  | Tarján Péter                                      | Helyi üzletember. Egy céget vezet, amely óriásplakátokat helyez ki, a nevéhez illően, és számos más helyi céget is felvásárolt (gyakran más üzletemberekkel kötött fogadások vagy játszmák keretében).            |
| Genesis                 | Erica Lindbeck    | Bak Julianna                                      | Hailey menő osztálytársa. |

### Magyar változat
- Alcím: Schmidt Andrea
- Magyar szöveg: Bán Tibor (1-9., 11. rész), Kiss Barnabás (10., 12-30. rész)
- Dalszövegíró és zenei rendező: Weichinger Kálmán
- Szinkronrendező: Bartucz Attila (1-15. rész), Kránitz Lajos András (16-30. rész)

A szinkront az Iyuno Hungary készítette.

## Epizódok
| #   | #   | Eredeti cím                        | Magyar cím                        | Rendező             | Író                              | Eredeti premier      | Magyar premier       |
| --- | --- | ---------------------------------- | --------------------------------- | ------------------- | -------------------------------- | -------------------- | -------------------- |
| 1.  | 1.  | The Beginning of the Friend        | A kezdet                          | Howy Parkins        | Devin Bunje és Nick Stanton      | 2023. június 8.      | 2024. március 4.     |
| 2.  | 2.  | Beta'd and Hooked                  | Halas kaland                      | Leslie Park         | Lindsey Reckis                   | 2023. június 8.      | 2024. március 5.     |
| 2.  | 2.  | The Wild, Wild Mess                | A vadnyugaton                     | Cat Harman-Mitchell | Yolie Cortez                     | 2023. június 8.      | 2024. március 5.     |
| 3.  | 3.  | The Last Sand                      | Homok harc                        | Cat Harman-Mitchell | Marty Donovan                    | 2023. június 17.     | 2024. március 6.     |
| 3.  | 3.  | The Show Must Go Wrong             | A bemutató                        | Leslie Park         | Kevin Yee                        | 2023. június 17.     | 2024. március 6.     |
| 4.  | 4.  | Cubix Dudes                        | A Kocka-banda                     | Leslie Park         | Karen Graci                      | 2023. június 17.     | 2024. március 7.     |
| 4.  | 4.  | Cos-played                         | Az átverés                        | Cat Harman-Mitchell | Lindsey Reckis                   | 2023. június 17.     | 2024. március 7.     |
| 5.  | 5.  | Road Trippin                       | A nagy utazás                     | Leslie Park         | Devin Bunje és Nick Stanton      | 2023. június 24.     | 2024. március 8.     |
| 5.  | 5.  | Escape Doom                        | A szabadulás                      | Cat Harman-Mitchell | Marty Donovan                    | 2023. június 24.     | 2024. március 8.     |
| 6.  | 6.  | The Flamingo Must Flamin-Go        | A rózsaszín házikedvenc           | Cat Harman-Mitchell | Kevin Yee                        | 2023. június 24.     | 2024. március 11.    |
| 6.  | 6.  | Splatter of the Bands              | Dobáld a bandákat                 | Leslie Park         | Kevin Yee                        | 2023. június 24.     | 2024. március 11.    |
| 7.  | 7.  | Bringing Home the Beacon           | A fény az éjszakában              | Cat Harman-Mitchell | Karen Graci                      | 2023. július 1.      | 2024. március 12.    |
| 7.  | 7.  | Dance Like No Mom is Watching      | Anya tánca                        | Leslie Park         | Lindsey Reckis                   | 2023. július 1.      | 2024. március 12.    |
| 8.  | 8.  | Kristine-ceañera                   | Kristine partija                  | Leslie Park         | Yolie Cortez                     | 2023. július 1.      | 2024. március 13.    |
| 8.  | 8.  | The Puffle Kerfuffle               | A puffik visszatérnek             | Leslie Park         | Marty Donovan                    | 2023. július 1.      | 2024. március 13.    |
| 9.  | 9.  | Flippin' Out                       | Repülő kardhal                    | Leslie Park         | Kevin Yee                        | 2023. július 8.      | 2024. március 14.    |
| 9.  | 9.  | Smells Like Queen Spirit           | A rákkirálynő                     | Leslie Park         | Yolie Cortez és Lindsey Reckis   | 2023. július 8.      | 2024. március 14.    |
| 10. | 10. | Catching Felines                   | Vadmacsvadászat                   | Cat Harman-Mitchell | Alison Wong                      | 2023. július 8.      | 2024. március 15.    |
| 10. | 10. | It's All Gonna Be OK-Pop           | A koncert                         | Cat Harman-Mitchell | James Alexander                  | 2023. július 8.      | 2024. március 15.    |
| 11. | 11. | U.F. Whoa!                         | Ufóóóó!                           | Howy Parkins        | Devin Bunje és Nick Stanton      | 2023. július 15.     | 2024. március 18.    |
| 12. | 12. | Seas the Day                       | Egy rémes nap                     | Cat Harman-Mitchell | James Alexander és Marty Donovan | 2023. július 22.     | 2024. március 19.    |
| 12. | 12. | Kissed Opportunities               | Csókkirálylány                    | Cat Harman-Mitchell | Mary Gulino                      | 2023. július 22.     | 2024. március 19.    |
| 13. | 13. | Sight for Dinosaur Eyes            | Dínóvarázs                        | Leslie Park         | Marty Donovan                    | 2023. július 29.     | 2024. március 20.    |
| 13. | 13. | Along for the Slide                | Hegyek urai                       | Cat Harman-Mitchell | James Alexander                  | 2023. július 29.     | 2024. március 20.    |
| 14. | 14. | Leather Jacket Hailey              | Bőrkabátos Hailey                 | Cat Harman-Mitchell | Mary Gulino                      | 2023. augusztus 5.   | 2024. március 21.    |
| 14. | 14. | In a Pinch                         | Rock and Roll                     | Leslie Park         | Kevin Yee                        | 2023. augusztus 5.   | 2024. március 21.    |
| 15. | 15. | The Fart of War                    | A háború szele                    | Leslie Park         | Mary Gulino                      | 2023. augusztus 12.  | 2024. március 22.    |
| 15. | 15. | Who Let the Dogs Out? (Hailey)     | Kutyaszorítóban                   | Leslie Park         | Lindsey Reckis                   | 2023. augusztus 12.  | 2024. március 22.    |
| 16. | 16. | Beta's Gonna Hate                  | Béta-őrület                       | Leslie Park         | Marty Donovan                    | 2023. szeptember 29. | 2024. szeptember 2.  |
| 16. | 16. | The A-maize-ing Maze               | A kukorica gyermekei              | Cat Harman-Mitchell | Kevin Yee                        | 2023. szeptember 29. | 2024. szeptember 2.  |
| 17. | 17. | I Know What You Did Last Slumber   | Az éjszaka leple                  | Leslie Park         | Mary Gulino                      | 2023. október 14.    | 2024. szeptember 3.  |
| 17. | 17. | Lady and the Trampoline            | A hölgy és a trambulin            | Cat Harman-Mitchell | Karen Graci                      | 2023. október 14.    | 2024. szeptember 3.  |
| 18. | 18. | Scott's on a Roll                  | Szendó Kán                        | Cat Harman-Mitchell | Marty Donovan                    | 2023. október 21.    | 2024. szeptember 4.  |
| 18. | 18. | Bye Bye Birdies                    | Madarak jönnek, madarak mennek    | Leslie Park         | Lindsey Reckis                   | 2023. október 21.    | 2024. szeptember 4.  |
| 19. | 19. | Frankly Fabulous                   | Frenetikus Frank                  | Cat Harman-Mitchell | Lindsey Reckis                   | 2023. október 28.    | 2024. szeptember 5.  |
| 19. | 19. | The Pin is Mightier Than the Swole | Taro-lány és Romboló Béta         | Leslie Park         | Yolie Cortez és Mary Gulino      | 2023. október 28.    | 2024. szeptember 5.  |
| 20. | 20. | We Wish You a Merry Chaos-mas      | Óceánparti karácsonyi káosz parti | Howy Parkins        | Devin Bunje és Nick Stanton      | 2023. december 1.    | 2024. szeptember 6.  |
| 21. | 21. | Mer-made in Oceanside              | Óceánparti sellő                  | Cat Harman-Mitchel  | Yolie Cortez                     | 2024. március 16.    | 2024. szeptember 9.  |
| 21. | 21. | Full House (of Bugs)               | Hangyások                         | Cat Harman-Mitchel  | Marty Donovan                    | 2024. március 16.    | 2024. szeptember 9.  |
| 22. | 22. | The Umpire Strikes Back            | Civilek a pályán                  | Leslie Park         | Karen Graci                      | 2024. március 23.    | 2024. szeptember 10. |
| 22. | 22. | Magician: Impossible               | A varázslótanonc                  | Cat Harman-Mitchell | Karen Graci                      | 2024. március 23.    | 2024. szeptember 10. |
| 23. | 23. | Bad Bear Deay                      | Medvetánc                         | Cat Harman-Mitchell | Lindsey Reckis                   | 2024. március 30.    | 2024. szeptember 11. |
| 23. | 23. | 2001: A Spouse Odyssey             | 2001: Űresküvő                    | Leslie Park         | Kevin Yee                        | 2024. március 30.    | 2024. szeptember 11. |
| 24. | 24. | The Saw-shank Redemption           | A remény fűrészei                 | Leslie Park         | Mary Gulino                      | 2024. április 6.     | 2024. szeptember 12. |
| 24. | 24. | No More Mr. Rice Guy               | Sok a jóból                       | Cat Harman-Mitchell | Yolie Cortez                     | 2024. április 6.     | 2024. szeptember 12. |
| 25. | 25. | When Squeeples Attack              | Támad a jövő                      | Leslie Park         | Mary Gulino                      | 2024. április 13.    | 2024. szeptember 13. |
| 25. | 25. | Cool Intentions                    | Szelek szárnyán                   | Cat Harman-Mitchell | Lindsey Reckis                   | 2024. április 13.    | 2024. szeptember 13. |
| 26. | 26. | Out of Body Experience             | Testen kívüli élmény              | Leslie Park         | Marty Donovan                    | 2024. április 20.    | 2024. szeptember 16. |
| 26. | 26. | Get Whale Soon                     | Bálnamese                         | Cat Harman-Mitchell | Kevin Yee                        | 2024. április 20.    | 2024. szeptember 16. |
| 27. | 27. | How Kristine Goat Her Groove Back  | Kecskével dicsérd a napod         | Cat Harman-Mitchell | Kevin Yee                        | 2024. április 27.    | 2024. szeptember 17. |
| 27. | 27. | Oceanside's 11                     | Könyvkémek                        | Leslie Park         | Marty Donovan                    | 2024. április 27.    | 2024. szeptember 17. |
| 28. | 28. | Student of the Weak                | Jövő-menő diáksereg               | Leslie Park         | Lindsey Reckis                   | 2024. május 4.       | 2024. szeptember 18. |
| 28. | 28. | Smother Knows Best                 | Kecskére káposzta                 | Cat Harman-Mitchell | Yolie Cortez                     | 2024. május 4.       | 2024. szeptember 18. |
| 29. | 29. | The Biggest Luger                  | A ródli ura                       | Cat Harman-Mitchell | Mary Gulino                      | 2024. május 11.      | 2024. szeptember 19. |
| 29. | 29. | An Imposter is Born                | Szerepcsere                       | Leslie Park         | Karen Graci                      | 2024. május 11.      | 2024. szeptember 19. |
| 30. | 30. | I Wanna Dance With My Buddy        | Úgy táncolnék veled               | Howy Parkins        | Devin Bunje és Nick Stanton      | 2024. május 18.      | 2024. szeptember 20. |

## A sorozat készítése
A sorozat legkorábbi koncepciója akkor született, amikor Devin Bunje és Nick Stanton kitaláltak egy forgatókönyvet egy lányról, aki nem figyel oda egy időutazó hírnökre. A duó érdeklődését felkeltették a karakterek, és lassan elkezdték kidolgozni azt, ami végül a sorozattá nőtte ki magát.
2021. november 18-án a Disney Branded Television bejelentette, hogy a sorozat zöld utat kapott az első évadra. Meredith Roberts, a Disney Television Animation egyik vezetője a sorozatot Bunje és Stanton első animációs sorozataként jellemezte, és "gyors tempójú vígjátéknak" nevezte, "földhözragadt történetekkel" és "szívvel", ami "tökéletesen illeszkedik" a Disney számára.
A Disney bejelentette 2024 szeptember vége felé, hogy a sorozatot törlik.